# الانتخابات في السعودية
الانتخابات في السعودية هي انتخابات يتم العمل بها في المملكة العربية السعودية.

## تاريخ
أول انتخابات جرت في تاريخ المناطق اللتي تشكل اليوم جزء من المملكة العربية السعودية كانت في عام 1908 لانتخاب ممثلي مكة والمدينة المنورة وجدة والطائف وعسير والأحساء في البرلمان العثماني عندما كانت تلك المناطق تحت الحكم التركي العثماني ونجح في الانتخابات عن مكة والطائف عبد الله سراج وعن المدينة المنورة نجح عبد القادر هاشم وعن جدة نجح قاسم زنيل علي رضا  حيث قرر الملك عبد الله بن عبد العزيز اعطاء المرأة الحق بالاقتراع والترشح للانتخابات البلدية في 2015 لأول مرة في تاريخ المملكة.

## نظام الانتخابات السعودية
1. يحتفظ للملك بكامل الصلاحيات والأهلية بينما من يمثل الدولة في رئاسة الوزراء يكون المسئول أمام الملك وولي العهد بتسيير أمور الدولة الداخلية ورئاسة الوزراء والرفع بجميع التقرارير التي تحتوي على أنتاجية الوزير وأخفاقاته على أن يتم أنتخاب الرئيس من قبل مجلس الشورى بعد عقد الجلسات والتداولات الكافية لأختيار رئيس الوزراء والتدخل في حالة إخفاق الرئيس في الأعمال الموكله إليه.
2. ينتخب ثلثي أعضاء مجلس الشورى من الشعب الفاعلين المؤهلين لذلك من عليَة القوم من أهل الحل والعقد ويكون لكل حزب أو مصر ناخب يمثلهم في أهلية أنتخاب أعضاء مجلس الشورى وبهذا يكون أختيار رئيس الوزراء من الشعب على طريقة قد نظمن من خلالها تسيير عمل الوزارات بالشكل المأمول.
3. تبقى أهلية الملك في إقالة رئيس الوزراء في أي وقت رأى أنه غير مجدي في تسيير العمل بعد مشاورات مع مجلس الشورى بحيث يمثل رأي الملك ثليث الرأي العام للمجلس لكونه السلطة العليا في الدولة.

## الانتخابات الحالية
هي انتخابات تجري كل 4 سنوات لانتخاب المجالس البلدية في السعودية وحدثت في على ثلاث دورات في الإنتخابات البلدية السعودية 2005 والإنتخابات البلدية السعودية 2011 والإنتخابات البلدية السعودية 2015 ويحق لكل مواطن ومواطنة من المدنيين بلغوا ال18 عام هجرية وسجلوا قيدهم الانتخابي التصويت.